# Cratere Amaya
Amaya  è un cratere sulla superficie di Venere. Deve il suo nome a Carmen Amaya, ballerina spagnola del XX secolo.